# Anhell69
Anhell69 es una película de dramática colombiana dirigida por Theo Montoya.

## Sinopsis
Un coche fúnebre recorre las calles de Medellín, mientras un joven director cuenta la historia de su pasado en esta ciudad violenta y conservadora. Recuerda la preproducción de su primera película, una película de clase B con fantasmas.

## Elenco
- Camilo Najar
- Sergio Pérez
- Juan Pérez
- Alejandro Hincapié
- Julián David Moncada
- Camilo Machado
- Víctor Gaviria
- Alejandro Mendigana

## Estreno
La película tuvo su estreno mundial en la sección oficial (competencia latinoamericana) de la 37.ª edición del Festival Internacional de Cine de Mar del Plata. En España fue estrenada en el Festival Internacional de Cine de Gijón.

## Premios
- Golden Dove. DOK Leipzig 2022.[5]
- Premio en la Semana Internacional de la Crítica (SIC).[6]
- Festival Internacional del Venecia. Premio Circolo del Cinema de Verona a la obra “más innovadora” y el Premio Mario Serandrei a la técnica. La 79 edición del Festival de Venecia.[6]

- Premio FIPRESCI al mejor largometraje en la 60 edición del Festival Internacional de Cine de Gijón (noviembre de 2022).